# معاملات الگوریتمی
معاملات الگوریتمی (به انگلیسی: Algorithmic trading) در بازارهای مالی، به معنای استفاده از برنامه‌های کامپیوتری برای انتخاب سهام از بین صدها موقعیت موجود، ورود سفارش‌های خرید و فروش به سیستم‌های معاملاتی، کمک به اندازه‌گیری ریسک و بهینه‌سازی پورتفوی و کمک به مدیریت دارایی با بهره‌وری بالاتر می‌باشد. در این روش یک یا چند الگوریتم در انتخاب و اعمال این سفارش‌ها از جنبه‌های مختلف مانند زمان‌بندی، قیمت یا حجم معاملات آن تصمیم می‌گیرند. معاملات الگوریتمی در بسیاری از مواقع، بدون دخالت انسان انجام می‌شود. امروزه معاملات الگوریتمی استفاده گسترده‌ای در مدیریت معاملات بانک‌های سرمایه‌گذاری (تامین‌ سرمایه‌ها)، صندوق‌های بازنشستگی (و شرکت‌های سرمایه‌گذاری) و صندوق‌های سرمایه‌گذاری مشترک و شرکت های سبدگردان دارد. سبدگردانی الگوریتمی نوع جدیدی از این سامانه‌هاست که از طریق آن سبدگردان با استفاده از ابزار های الگوریتمی به بالا بردن کیفیت سود و کاهش ریسک‌های سبد خود کمک می‌کند. همچنین با استفاده از این ابزار، سبدگردان قادر می‌شود برای تعداد زیادی مشتری سبدگردانی واقعا به صورت اختصاصی انجام دهد. 
برخی از نتایج بکارگیری معاملات الگوریتمی برای سهامداران و سرمایه‌گذاران خرد و مردم به شرح ذیل است: 
- هزینه کمتر معاملاتی برای سرمایه‌گذاران (تعداد سفارشات زیاد در سمت عرضه و تقاضا باعث می‌شود هر وقت که اراده کنیم برای فروش، سفارشی باشد که به آن بفروشیم).
- افزایش حجم معاملاتی و نقدشوندگی (هر چه حجم معاملات یک سهم بیشتر باشد امکان دستکاری در قیمت کمتر است و این باعث تحلیل‌پذیری بیشتر می‌شود).

- نوسان پذیری کمتر (نوسان‌های زیاد معمولا در سهام کم‌معاملات و توسط سفته بازان اتفاق می‌افتد).
- افزایش عمق بازار (هر چه عمق بازار بیشتر شود، تحلیل‌ها بهتر جواب می‌دهند و زندگی در بازار راحت‌تر است).
- روند منطقی حرکت سهم و عدم دستکاری در قیمت به سادگی
- حداقل شدن تاخیر در اجرای سفارشات (همیشه سفارشاتی برای پاسخ به سفارش ما هستند و نباید ساعت‌ها منتظر شویم که یکی از ما بخرد یا به ما بفروشد)